# Albert Soergel
Wilhelm Albert Soergel (* 15. Juni 1880 in Chemnitz; † 27. September 1958 in Karl-Marx-Stadt) war ein deutscher Literaturhistoriker.

## Leben
Albert Soergel war Schüler des Königlichen Gymnasiums in Chemnitz, wo er 1899 seine Reifeprüfung ablegte. Nach Ableistung einer einjährigen Militärzeit studierte er in Freiburg, Berlin und Leipzig die Fächer Germanistik, Geschichtswissenschaft und Philosophie. Er promovierte 1905 an der Philosophischen Fakultät der Universität Leipzig und bestand ein Jahr später das Staatsexamen. 
Im Winterhalbjahr 1906 unterrichtete Albert Soergel als Referendar am Königin-Carola-Gymnasium in Leipzig und von April bis September 1907 am Realgymnasium in Annaberg. Danach trat er aus dem Schuldienst aus, um sich im Auftrag des Voigtländer Verlages der Herausgabe des Buches Dichtung und Dichter der Zeit zu widmen, das zahlreiche Auflagen erfuhr und seinen Ruf als Literaturhistoriker begründete. 
Am 1. Oktober 1911 nahm er seine Tätigkeit als Lehrer an der Königlichen Gewerbeakademie Chemnitz für die Fächer Deutsch, Deutsche Geschichte und Literaturgeschichte wieder auf. 
Am Beginn des Ersten Weltkriegs wurde er als Reserveoffizier eingezogen und verblieb bis Kriegsende an der Front. Er erhielt für seinen Einsatz 1916 das Ritterkreuz Zweiter Klasse des sächsischen Albrechts-Ordens mit Schwertern und das Eiserne Kreuz Erster Klasse.
Albert Soergel lehrte von 1911 bis 1945, ab 1920 als Professor, in Chemnitz.
Soergel war Mitbegründer und wissenschaftlicher Leiter der „Gesellschaft der Bücherfreunde zu Chemnitz“ und begründete deren hohes Ansehen in Deutschland. Er bearbeitete von 1921 bis 1945 Vorschläge für Vorträge, Lesungen und Veröffentlichungen und überwachte die Drucklegung der Publikationen.
Nach der „Machtergreifung“ der Nationalsozialisten trat er 1933 der NSDAP bei. Daneben gehörte er dem NS-Lehrerbund an und betätigte sich als Zellenobmann und für die SA. 1935 publizierte er im Rahmen seiner Literaturgeschichte den Band Dichter aus deutschem Volkstum.
1945 wurde Soergel wegen seiner nationalsozialistischen Aktivitäten als Professor entlassen. Danach war er noch als Herausgeber tätig.

## Zitate
- „Expressionismus ist lyrischer Zwang, dramatischer Drang, nicht epischer Gang.“[4]

## Werke
- Dichtung und Dichter der Zeit: eine Schilderung der deutschen Literatur der letzten Jahrzehnte. 1911 (6. Aufl. 1919, 20. Aufl. 1928)
  - Neue Folge: Im Banne des Expressionismus. Voigtländer, Leipzig 1925 (6. Aufl. 1930)
  - Dritte Folge: Dichter aus deutschem Volkstum: Dichtung und Dichter der Zeit; eine Schilderung der deutschen Literatur der letzten Jahrzehnte. Voigtländer, Leipzig 1934
  - Neuausgabe zusammen mit Curt Hohoff: Dichtung und Dichter der Zeit: Vom Naturalismus bis zur Gegenwart. Bagel, Düsseldorf 1961–1963 (2 Bde.)
- Faust und wir. Volksverband der Bücherfreunde. Wegweiser-Verlag, Berlin 1920. 97–100 S.
- Faust. Johann Wolfgang von Goethe. Durchgesehen von Albert Soergel. 1. Band der 1. Jahresreihe. Volksverband der Bücherfreunde. Wegweiser-Verlag, Berlin 1920. 494 S.
- Kristall der Zeit: Eine Auslese aus der deutschen Lyrik der letzten 50 Jahre. Mit einer Einleitung. Einbandzeichnung von Emil Praetorius, München. Grethlein & Co., Leipzig-Zürich 1929. 610 S.
- (Hrsg.): Christoph Martin Wieland: Die Abderiten. Verlag der Nation, Berlin 1952.
- (Hrsg.) zusammen mit Konrad Friedrich Bauer: Zeitschrift für Bücherfreunde. Begründet von Fedor von Zobeltitz. Organ der Gesellschaft der Bibliophilen.

## Mitgliedschaften (Auswahl)
- Paul-Ernst-Gesellschaft